# Bogdán (patak)
A Bogdán (más néven Bogdány-patak, ukránul: Богдан [Bohdan]) patak Kárpátalján, a Fehér-Tisza jobb oldali mellékvize. Hossza 16 km, vízgyűjtő területe 67,2 km². Esése 51 ‰.

## Települések a folyó mentén
- Tiszabogdány (Богдан)